# Dubrovačka sinagoga
Dubrovačka sinagoga je židovski vjerski objekt i muzej u gradu Dubrovniku. Najstarija je sefardska sinagoga u svijetu, od onih koje su još aktivne. Druga je najstarija sinagoga u Europi.
Potječe iz 1408. godine. Podigli su je Židovi, koji su u Dubrovnik došli iz Španjolske. Jako je oštećena u velikom potresu 1667. godine. U njoj se čuvaju obredni predmeti iz 16. do 18. stoljeća. Dio tih predmeta bio je izložen na izložbi u New Yorku 1993. godine. Tamo su ostali pet godina, jer ih izlagači nisu htjeli vratiti. Nakon sudske presude, vratili su se u Dubrovnik. Za vrijeme Drugog svjetskog rata, Tore i vrijedni predmeti sakriveni su na nepoznato mjesto i kasnije vraćeni. Krov sinagoge je oštećen za vrijeme granatiranja Dubrovnika 1991. godine. Kasnije je popravljen.

## Vanjske poveznice
- Museum of Jewish People Online
- Jewish Heritage Online Magazine: Dubrovnik